# DiDi Gallery
DiDi Gallery — галерея современного искусства в Санкт-Петербурге, созданная художником, коллекционером и галеристом Р. Жвания в 2003 году.

## История
Галерея основана в Санкт-Петербурге в 2003 году на Васильевском острове.
Первое десятилетие галерея узко специализировалась работах нахудожников Второго русского авангарда: Е. Михнов-Войтенко, Л. Борисов, Т. Новиков, М. Шварцман, Л. Пурыгин, Д. Краснопевцев и другим. В последние годы одним из важнейших направлений в работе галереи стало формирование пула современных художников. В их число входят: К. Алимова, А. Браулов, Д. Дэге, А. Максимов, В. Муханов, П. Плетнёв, К. Решетников и другие..
Галерея эксклюзивно занимается наследием Леонида Борисова и Евгения Михнова-Войтенко.
В 2022 году галерея открыла DiDi Gallery направление. Галерея запустила продюсерский проект в сфере NFT .

## Художники галереи
Е. Михнов-Войтенко, Л. Борисов, Т. Новиков, М. Шварцман, Л. Пурыгин, Д. Краснопевцев, К. Алимова, А. Браулов, Д. Дэге, А. Максимов, В. Муханов, П. Плетнёв, К. Решетников и другие.

## Избранные выставки
- Е. Алимова. «Художники встали в позы». 21.11.2024 — 26.01.2025.[6]
- А. Браулов. «Выкарабкаемся». 07.09.2024 — 13.11.2024.[7]
- Групповая выставка «Summer camp». 10.07.2024 — 31.08.2024.[8]
- Групповая выставка. «1966 - 1988: Ленинград - Москва. Групповая выставка художников советского неофициального искусства». 19.04.2024 — 09.06.2024.[9]
- Д. Дэге. «Полосатая гостиная». 02.03.2024 — 14.04.2024.[10]
- Л. Борисов. «Я делал то, что я могу сделать из того, что у меня есть». 20.12.2023 — 25.02.2024.[11]
- Р. Жвания. «Прогулка во времени». 12.11.2023 — 10.12.2023.[12]
- Групповая выставка «Путешествие к дому». 05.08.2023 — 09.09.2023.[13]
- А. Максимов. «Дурак». 18.05.2023 — 30.07.2023.[14]
- Е. Михнов-Войтенко. «Михнов-Войтенко: со-бытие». 17.12.2023 — 25.02.2023.[15]
- Групповая выставка «Урман. Уход в лес». 11.06.2022 — 31.07.2022.[16]
- А. Браулов. «Архитектура уходящего». 22.04.2022 — 05.06.2022.[17]
- В. Муханов. «Сверхматерия». 15.10.2021 — 12.11.2021.[18]
- Групповая выставка «Когда я вырасту... (?)». 06.08.2021 — 31.08.2021.[19]
- П. Плетнёв. «Пути-дорожки». 07.04.2021 — 18.05.2021.[20]
- Групповая выставка «Зенит андеграунда». 05.03.2020 — 09.06.2020.[21]
- Л. Борисов. «Геометрия черного». 06.03.2019 — 14.04.2019.[22]
- М. Рогинский. «Избранное. 1997-2000». 27.04.2018 — 01.06.2018.[23]
- М. Колдобская. «Дикие вещи». 22.03.2018 — 22.04.2018.[24]
- И. Сотников. «Избранное». 17.11.2017 — 20.12.2017.[25]
- Т. Глебова. «Тихие мелодии». 27.04.2017 — 17.06.2017.[26]
- Л. Пурыгин. «Космос - это красота». 19.05.2016 — 19.06.2016.[27]
- А. Чежин. «Жми!». 08.10.2015 — 08.11.2015.[28]
- Л. Борисов. «Первая пятилетка». 13.02.2015 — 13.03.2015.[29]
- В. Лукка. «До экспресии». 20.02.2014 — 27.03.2014.[30]
- Е. Фигурина. «Живопись. 1991-2001». 21.03.2013 — 30.04.2013.[31]
- Е. Михнов-Войтенко. «Ау, Михнов!». 07.02.2013 — 19.03.2013.[32]

## Ярмарки
Галерея с момента своего основания на регулярной основе принимает участие во различных ярмарках искусства:  COSMOSCOW, 1703, blazar и другие.